# Ratodero
Ratodero (en ourdou : رتوديرو) est une ville pakistanaise située dans le district de Larkana, dans province du Sind. C'est la deuxième plus grande ville du district. Elle est située à moins de trente kilomètres au nord de Larkana.
La population de la ville a été multipliée par plus de cinq entre 1972 et 2017, passant de 13 292 habitants à 67 498. Entre 1998 et 2017, la croissance annuelle moyenne s'affiche à 2,8 %, un peu supérieure à la moyenne nationale de 2,4 %. Selon le recensement de 2023, la population de la ville monte à 81 935 habitants.
|            | 1972 (rec.) | 1981 (rec.) | 1998 (rec.) | 2017 (rec.) | 2023 (rec.) |
| ---------- | ----------- | ----------- | ----------- | ----------- | ----------- |
| Population | 13 292      | 19 704      | 40 217      | 67 498      | 81 935      |